# Lemet
Lemet este o companie care produce și vinde mobilă din România.
A fost înființată în anul 1991 de Alexandru Rizea.
Compania deține o fabrică la Câmpina care ocupă o suprafață de peste 30.000 mp.
și are o capacitate anuală de prelucrare de 1,2 milioane de metri pătrați de PAL.
La începutul anului 2009, Lemet opera cu 140 de magazine, din care 91 în franciză - magazine LEM’s.
În anul 2014, compania opera 85 de magazine, dintre care șapte proprii, iar restul în franciză.
În anul 2011, capacitatea de prelucrare a Lemet era de aproximativ 1.200.000 de metri pătrați de PAL pe an, pe poarta fabricii ieșind anual peste 360.000 de module de mobilă.
Număr de angajați:
- 2014: 553 [7]
- 2011: 1.250[6]

Cifra de afaceri:
- 2011: 173 milioane lei[2]
- 2010: 143 milioane lei[6]